# Никол, Джордж (футболист)
Джордж Ни́кол (англ. George Nicol; 14 декабря 1903 — 18 декабря 1968), также известный как Джо́рди Ни́кол (англ. Geordie Nicol) — шотландский футболист, нападающий.

## Футбольная карьера
Начал карьеру в шотландских клубах «Ардроссан Уинтон Роверс», «Килуиннинг Рейнджерс» и «Солкотс Виктория». В январе 1928 года перешёл в английский клуб «Манчестер Юнайтед». В основном составе «Юнайтед» дебютировал 11 февраля 1928 года в матче Первого дивизиона против «Лестер Сити» на стадионе «Олд Траффорд». В этой игре он сделал «дубль». Два мяча, забитые в дебютном матче, стали единственными для Никола в составе манчестерского клуба. За полтора сезона в составе «Юнайтед» он провёл только 7 матчей за основной состав, и в мае 1929 года покинул команду, став игроком клуба «Брайтон энд Хоув Альбион».
С 1929 по 1932 год Никол выступал за «Брайтон энд Хоув Альбион», сыграв за команду 32 матча и забив 23 мяча. В сезоне 1930/31 был лучшим бомбардиром «Брайтона». В 1932 году короткое время играл за североирландский клуб «Гленавон», после чего перешёл в английский «Джиллингем». Выступал за «Джиллингем» до 1935 года, сыграв 71 матч и забив 42 мяча. Затем играл за французский клуб «Рубе», где завершил карьеру в 1937 году.
Умер в Ардроссане в возрасте 65 лет.

## Статистика выступлений
| Клуб                     | Сезон            | Лига | Лига | Кубок | Кубок | Итого | Итого |
| Клуб                     | Сезон            | Игры | Голы | Игры  | Голы  | Игры  | Голы  |
| ------------------------ | ---------------- | ---- | ---- | ----- | ----- | ----- | ----- |
| Манчестер Юнайтед        | 1927/28          | 4    | 2    | 1     | 0     | 5     | 2     |
| Манчестер Юнайтед        | 1928/29          | 2    | 0    | 0     | 0     | 2     | 0     |
| Манчестер Юнайтед        | Итого            | 6    | 2    | 1     | 0     | 7     | 2     |
| Брайтон энд Хоув Альбион | 1929/30          | 5    | 3    | 0     | 0     | 5     | 3     |
| Брайтон энд Хоув Альбион | 1930/31          | 22   | 19   | 1     | 0     | 23    | 19    |
| Брайтон энд Хоув Альбион | 1931/32          | 4    | 1    | 0     | 0     | 4     | 1     |
| Брайтон энд Хоув Альбион | Итого            | 31   | 23   | 1     | 0     | 32    | 23    |
| Джиллингем               | 1932/33          | 37   | 25   | 4     | 3     | 41    | 28    |
| Джиллингем               | 1933/34          | 26   | 13   | 1     | 1     | 27    | 14    |
| Джиллингем               | 1934/35          | 3    | 0    | 0     | 0     | 3     | 0     |
| Джиллингем               | Итого            | 66   | 38   | 5     | 4     | 71    | 42    |
| Всего за карьеру         | Всего за карьеру | 103  | 63   | 7     | 4     | 110   | 67    |